# هزاع بن عبد الله العبدلي
 هزاع بن عبد الله بن محمد العبدلي قائم مقام العاصمة المقدسة ومن أعيان وأمراء الأشراف العبادلة ومن قادة حسين بن علي الهاشمي.

## مناصبه
- قائم مقام العاصمة المقدسة
- قائم مقام الوجه ونواحيها

## مولده ونشأته
ولد في سنة 1300هـ بمكة ونشأ في كنف والده، ورعايته الذي كان أحد الأعيان بمكة في وقته، ثم في سن العاشرة كفله، ورباه أخوه لأمه محمد بن أحمد بن عبد المجيد العبدلي الذي تولى إمارات متعددة في عهد العبادلة ذوي عون، ففي عهد الشريف عون الرفيق وفي أزمنة مختلفة عين أميراً في الطائف، وجدة، ورابغ، والليث بالإضافة إلى قائم مقام مكة، وقائم مقام جدة في عهد حسين بن علي الهاشمي، فأحسن هذا الأمير في رعاة ونشأة أخيه هزاع فتعلم مبادئ العلم، والفروسية. وله من الأبناء: شاكر أخر قائم مقام للعاصمة المقدسة وفيصل وكيل اماراة منطقة الباحة سابقا ً وعبد الله وسلطان وعايش.

## مناصبه
عين قائم مقام لمكة ، وأميراً لرابغ في عهد الشريف عون الرفيق، حيث كان يتناوب هذه الإمارات مع أخيه لأمه ، وابن عمه محمد بن أحمد العبدلي وفي عهد ولاية حسين بن علي الهاشمي لما قامت الثورة العربية على الأتراك ، وقادتهم من حزب الاتحاد والترقي، كان هزاع من أبرز رجالاتها، وقادتها، فخاض فيها المعارك وقاد فيها قبائل العمران في معركة المدورة أثناء توجههم لبلاد الشام فدخلها بمعية الملك فيصل الأول ثم بعد أن وضعت الحرب رحاها ، وأوزارها عينه أمير مكة الحسين بن علي أميراً وقائم مقام للوجه، ونواحيها ، وخاض الحروب، والمواجهات ضد الجيوش السعودية فيها، ومن أشهرها معركته مع قبائل عنزة، ومن معهم من الجيوش النجدية بنواحي العلا، والتي ظفر بها، وكان النصر حليفه فيها، وقتل فيها أميرها فرحان الأيداء شيخ قبائل عنزة آنذاك ، فنال تقدير حسين بن علي فأصدر أوامره بتكريمه، ومنحه وسام النهضة العلي الشأن من الدرجة الثانية، كما في جريدة القبلة إضافة إلى حصوله على باقي أوسمة الدولة الثلاث آنذاك، واستمر في وولايته تلك وتحت قيادته قبائل بلي والحويطات وبني عطية وغيرهم من أهل تلك الديار والجهات إلى نحو من سنة 1342هـ ولما أشتدت حروب الأخوان ومن معهم من الجيوش السعودية في نواحي الطائف استدعاه الملك حسين بن علي إلى مكة فرجع وخلفه في إمارة الوجه حامد بن حمود بن هزاع آل عون العبدلي، وخاض هزاع تلك الحروب مع حسين بن علي ، وكان من أشد أنصاره، وقادته فيها، ثم في أواخر أيام الدولة الهاشمية ، عين قائم مقام لمكة، ولما حصلت معركة الهدا بعد دخول قوات الإخوان للطائف كان من أبرز، وأقوى قادة الأشراف فكسرهم في وقعة النقبة الحمراء، وحصلت بينه وبينهم حروب، ومواجهات حتى تنازل الملك حسين لولده علي بن حسين سنة 1343هـ وبقي يخوض المعارك، والمواجهات معه وممن واجه من قادة الأخوان خالد بن لؤي وسلطان بن بجاد .

## موقفه مع الملك عبد العزيز
ولما دخل الملك عبد العزيز مكة، وتم أمره بها، رأى صلابة، وثبات الشريف هزاع على مواقفه، ومبادئه وطاعة قبائل مكة، ونواحيها من الأشراف، وهذيل، وقريش، وكنانة، وحرب، وبني سليم، وفهم، وحبهم وانقيادهم له أبقاه قائم مقام لمكة المكرمة.

## وفاته
توفي ليلة السابع والعشرين من شهر رمضان سنة 1386 هـ.